# Betta pinguis
Betta pinguis es una especie de pez de la familia Osphronemidae. Este pez de agua dulce está incluido en la Lista Roja de la UICN en la categoría de especie en peligro crítico de extinción.

## Taxonomía
Betta pinguis fue descrita por Tan Heok Hui y Maurice Kottelat y publicada en The Raffles Bulletin of Zoology 46(1):41-51 en 1998.